# El Universal

Logo

El Universal is een krant, die dagelijks in Mexico verschijnt.
El Universal werd opgericht in 1916 door Félix Palavicini en Emilio Rabasa. Lange tijd diende het als spreekbuis van de Mexicaanse regering, tot directeur Juan Francisco Ealy Ortiz in de jaren 90 een tijd gevangen werd gezet. Tegenwoordig is El Univeral dan ook meer pluralistisch, zo heeft het columnisten van alle drie de grote politieke partijen van Mexico. Tegenwoordig staat de krant over het algemeen in het politiek centrum.